# Puygouzon
Puygouzon es una comuna nueva francesa situada en el departamento de Tarn, de la región de Occitania.

## Historia
Fue creada el 1 de enero de 2017, en aplicación de una resolución del prefecto de Tarn de 11 de julio de 2016 con la unión de las comunas de Labastide-Dénat y Puygouzon, pasando a estar el ayuntamiento en la antigua comuna de Puygouzon.

## Demografía
| Gráfica de evolución demográfica de Puygouzon entre 1800 y 2013 |
|                                                                 |

Los datos entre 1800 y 2013 son el resultado de sumar los parciales de las dos comunas que forman la nueva comuna de Puygouzon, cuyos datos se han cogido de 1800 a 1999, para las comunas de Labastide-Dénat y Puygouzon de la página francesa EHESS/Cassini. Los demás datos se han cogido de la página del INSEE.

## Composición
| Comuna          | Código INSEE | Población (2013) | Superficie (km²) | Densidad (hab./km²) |
| --------------- | ------------ | ---------------- | ---------------- | ------------------- |
| Labastide-Dénat | 81113        | 380              | 7.43             | 51                  |
| Puygouzon       | 81218        | 2951             | 12.53            | 236                 |